# San Ildefonso (Cornellá de Llobregat)
San Ildefonso es un barrio del municipio barcelonés de Cornellá de Llobregat establecido a principios de la década de 1.960. 

## Historia
El actual barrio de San Ildefonso tenía antiguamente la denominación de Ciudad Satélite, aunque este nombre ha caído hoy en desuso y solo es utilizado por la gente mayor del barrio. No ocurre lo mismo con el de San Ildefonso, que es el nombre original del barrio y el que la mayoría de sus habitantes todavía usa. Según la leyenda, el barrio fue bautizado con dicho nombre debido a que uno de los impulsores del mismo tenía como nombre Ildefonso.
El barrio se construyó sobre un cerro en el que originalmente había plantaciones de cereales y campos de acacias.
Los últimos bloques que acabaron de construirse, que taparon prácticamente por completo todo el terreno que conformaba el barrio antes de la década de 1.960 , fueron acabados aproximadamente en 1979.
Al principio, la población se compuso en gran medida de gente procedente de otras regiones de España, sobre todo de Andalucía y Extremadura.
En los últimos años, el perfil de población se ha ido transformando - la población autóctona española, se ha ido alejando y marchando, hacia otros lugares, con mejor calidad de vida - con la llegada de inmigración extranjera, principalmente del Magreb e Hispanoamérica. Siendo de segunda y tercera generación. Y una tasa de crecimiento del 3-4% .Y siendo uno de los barrios más densamente poblado del planeta.

## Equipamientos
- Mercado
- Ambulatorio
- Comisaría de la Policía Nacional
- Comisaría de los Mozos de Escuadra
- Centro cívico
- Escuelas públicas
- Instituto público Maria Aurelia Capmany
- Campo de fútbol Sant Ildefons U.E.
- Nuevo pabellón polideportivo
- Biblioteca San Ildefonso

## Edificios religiosos
- Parroquia de San Ildefonso
- Parroquia de Nuestra Señora del Pilar
- Iglesia evangélica bautista

## Transportes
Metro: 
- San Ildefonso (L5)

Autobuses urbanos:
- ES/barcelona/moute/planols/lineabusplano.jsp?linia=067 67 (enlace roto disponible en Internet Archive; véase el historial, la primera versión y la última).
- ES/barcelona/moute/planols/lineabusplano.jsp?linia=068 68 (enlace roto disponible en Internet Archive; véase el historial, la primera versión y la última).
- ES/barcelona/moute/planols/lineabusplano.jsp?linia=095 95 (enlace roto disponible en Internet Archive; véase el historial, la primera versión y la última).
- L-10 (ROSANBUS S.L.)
- L-46 (Oliveras S.L.)
- L-74 (Oliveras S.L.)
- L-75 (Oliveras S.L.)
- L-85 (MOHN)

## Calendario de fiestas
- 12 de octubre: El Pilar (fiesta propia del barrio).
- Corpus Christi: fiesta mayor de Cornellá de Llobregat, que sin ser la fiesta propia del barrio, se conmemora igualmente.

## Celebridades
- La Banda Trapera del Río
- Estopa
- Tony Aguilar
- Adrián Rodríguez
- Reyes Estévez
- Toni Hill
- Daniel Solsona
- Ignasi Riera
- Vidal Aragonés

## Libros
- Sant Ildefons de Cornellà de Llobregat. Apunts de quatre dècades del barri. ISBN 84-932057-2-9
- Tigres de cristal, novela de Toni Hill
- Ciudad Satélite, relato de Toni Hill